# Häxbönen
Häxbönen var en särskild bön som lästes i de svenska kyrkorna under det stora oväsendets tid, när många häxprocesser pågick i Sverige. Den hölls i Sveriges kyrkor mellan 1670 och 1677. 
År 1668 utbröt en hysteri kring häxor i Sverige, som efterhand växte till allt större förföljelser och häxprocesser i landet. Myndigheterna gav år 1670 order om att häxbönen skulle läsas i landets kyrkor. Syftet var att dämpa den pågående allmänna oron kring misstänkt häxeri som spred sig runt landet. 
Häxbönen lydde: 
"Herre, barmhärtige och nådefulle Gud, vi äro ju ditt folk och nämnde efter din enfödde, käre son, vår Herre och Frälsare, Jesum Christum, förlåt synderna och straffa dock med ditt eget och faderligt ris och låt den lede och grymme själamördaren djävulen icke så gräseligen få rasa, ditt namn försmäda och små oskyldige barn för föräldrarnas skull jämmerligen hantera. Hjälp, milde Herre Gud, de fattige anfäktade, styrk dina tjänare prästerna med din heliga ande, att de i trona kunna göra Satan ett kraftigt motstånd, att han icke ett sådant ohörligit Regimente för över din församlings Ledamöter..."
År 1676 avbröts alla häxprocesser abrupt sedan häxprocessen i Katarina brutit samman då vittnena ertappats med lögn, något som misskrediterade hela tron på häxeri bland myndigheterna. Alla förföljelser avbröts därefter på myndigheternas order. År 1677 gavs order om att häxbönen inte längre skulle läsas i kyrkorna. Istället lästes en tacksägelse upp över att häxeriet nu hade blivit framgångsrikt utrotat i Sverige. 